# 後藤快五郎
後藤 快五郎（ごとう かいごろう、元治元年5月9日（1864年6月12日） - 昭和2年（1927年）1月11日）は、日本の実業家、政治家。町会議員、郡会議員、県会議員。旧姓小林。山陰鉄道敷設最大の功労者である。

## 経歴
出雲国能義郡布部村宇波（現・島根県安来市）出身。広瀬の山村塾・県立松江中に学び、小学校教師を勤めた。
明治20年（1887年）鳥取・米子の名門商家後藤家の養子となる。養子のため当主が代々襲名する市右衛門を名乗ることはなかった。当時後藤家の経済はやや苦しかったが、為替倉庫業・質業などで次第に業績をあげた。刻煙草製造業も経営していたが、煙草専売法施行後、松江との競争に勝って岡山専売局の出張所誘致に成功し、その働きによって山陰の煙草元売捌権を得た。
山陰鉄道敷設の夢も早くから抱き、鉄道省の石丸技官を献身的に援助して明治35年（1902年）境-御来屋間の開通をみた。また、鉄道の車両工場の誘致も行い、用地買収の促進や自らの土地の提供などでの功績を讃えられて駅名と工場にそれぞれ後藤を名付けることとなった。これが現在のJR後藤駅と後藤総合車両所となった。鉄道開通後の明治45年に｢山陰鉄道開通全国特産品博覧会」を会長として開催。これによって米子の近代化が促進され、その功績はまことに大きなものであった。
快五郎は山陰実業銀行を設立してその専務となり、米子商工会頭取にも就任した。その間町会・郡会・県会の各議員に当選した。

## 史料

### 所得額三千円以上の人々
国税営業税納入者名と対照して検討すべき資料として『郡勢一斑』から見積り所得額（所得税から各税率によって換算した額）三千円以上の人々の名を掲げておく。大正4年（1915年）である。
三万四千五百五十九円・尾高町・坂口平兵衛
二万千九百二十八円・博労町・名島嘉吉郎
一万二千五百十四円・道笑町・三好栄次郎
一万二千三百五十三円・県村・高田繁太郎
一万二千二円・法勝寺町・野坂茂三郎
一万百十三円・道笑町・益尾吉太郎
九千九百十九円・大高村・船越弥一郎
八千九百三十九円・富益村・永見億次郎
八千百九十九円・内町・後藤快五郎
七千五百八十二円・春日村・田後与一郎
七千三十二円・角盤町・久山義英
六千九百十七円・福米村・本生芳三郎
五千九百八十四円・東倉吉町・木村吉兵衛
五千四百五十六円・道笑町・益尾徳次郎
五千二百三十八円・糀町・田村源太郎
五千六円・住吉村（旗ヶ崎）・油木茂三郎
四千九百十八円・糀町・近藤なお
四千八百四十一円・四日市町・田口庸三
四千八百十三円・彦名村・高場保蔵
四千六百八十六円・西倉吉町・赤沢康平
四千三百二十六円・道笑町・三好常太郎
四千二百八十九円・西町・渡辺慶太郎
四千二百二十九円・紺屋町・船越作一郎
四千二百円・法勝寺町・高板秀治
三千六百十七円・日野町・杵村善市
三千五百十四円・道笑町・大谷房太郎
三千三百二十五円・糀町・小坂市太郎
三千三百二十五円・成実村・遠武勇蔵
三千二百円・紺屋町・砂田竹太郎
三千百七十六円・内町・中村藤吉
三千七円・車尾村・高田浅蔵